# La Cisterna (métro de Santiago)
La Cisterna est une station de combinaison entre les lignes 2 et 4A du métro de Santiago, dans la commune de La Cisterna.

## Histoire
La station est située à l'intersection de Gran Avenida avec la Autopista Vespucio Sur. En 1909, le chemin de fer électrique qui unit la gare centrale de Santiago avec la ville de San Bernardo a été inauguré. Les différentes stations situées le long de la ligne respectaient le nom des petites villes des secteurs voisins. Ainsi, la station située au 25 de la Grande Avenue a été appelée « La Cisterna », nom basé sur le nom de la ferme située dans cette zone. Au fil du temps ce nom, dérivé du nom commun citerne, a été donné à la commune située à proximité.